# ヨン・アルヴボーゲ
ヨン・アルヴボーゲ（John Rune Alvbåge、1982年8月10日 - ）は、スウェーデンの元サッカー選手。元スウェーデン代表。ポジションはゴールキーパー。

## 経歴
2006年1月に親善試合でスウェーデン代表デビュー。出場機会は無かったが、2006 FIFAワールドカップのメンバーにも選ばれた。2009年までに4試合に出場した。

## 代表歴

### 出場大会
- スウェーデン代表
  - 2006 FIFAワールドカップ

### 試合数
- 国際Aマッチ 4試合 0得点（2006年-2009年）[1]

| スウェーデン代表 | 国際Aマッチ | 国際Aマッチ |
| 年               | 出場        | 得点        |
| ---------------- | ----------- | ----------- |
| 2006             | 2           | 0           |
| 2007             | 1           | 0           |
| 2008             | 0           | 0           |
| 2009             | 1           | 0           |
| 通算             | 4           | 0           |